# Ножиці (фільм)
«Ножиці» (англ. Scissors) — американський трилер 1991 року.

## Сюжет
Молода жінка Енджі Андерсон займається реставрацією ляльок. Одного разу у ліфті на неї нападає маніяк. Енджі залишається живою, але її психіка серйозно похитнулася. Її психоаналітик намагається допомогти Енджі повернутися до нормального життя. Вона знайомиться зі своїми сусідами, братами-близнюками Алексом і Коулом Морганами. Якось вона отримує запрошення від клієнта. Але, коли Енджі приходить за адресою, в квартирі нікого не виявилося. Замість цього вона опиняється в пастці в недобудованому будинку з наглухо зачиненими дверима, міцними вікнами і меблями, прикрученими шурупами до підлоги, а в спальні труп незнайомого чоловіка з її ножицями в грудях. Бідна жінка починає повільно божеволіти.

## У ролях
| Актор          | Роль                       |
| -------------- | -------------------------- |
| Шерон Стоун    | Енджі Андерсон             |
| Стів Рейлсбек  | Алекс Морган / Коул Морган |
| Ронні Кокс     | доктор Стефан Картер       |
| Мішель Філліпс | Енн Картер                 |
| Вікі Фредерік  | Ненсі Ліхі                 |
| Ларрі Мосс     | містер Крамер              |
| Остін Келлі    | Фолгер                     |
| Джессі Гарсія  | прикажчик                  |
| Вілл Лескін    | Біллі                      |
| Айві Джонс     | мати                       |